# Galeries Lafayette
Galeries Lafayette, egentlig Les Galeries Lafayette Haussmann, er en fransk kæde af stormagasiner med i alt 63 butikker verden over med butikken på Boulevard Haussmann i Paris' 9. arrondissement. 
Lafayettes historie går tilbage til 1893, hvor Théophile Bader og Alphonse Kahn åbnede en lille tøjbutik på hjørnet af rue La Fayette and Chaussée d'Antin. Forretningen udvidedes i 1896, således at man rådede over 5 etager med i alt 96 afdelinger inklusiv bibliotek og tesalon. Den 33 meter høje kuppel i byzantisk-inspireret stil er bygningens vartegn. I 1950'erne blev der udvidet med to etager, ligesom de første elevatorer blev installeret. I dag er stormagasinet i Paris på 10 etager og er kædens flagskib. Der er afdelinger i flere franske byer. 
Stormagasinet har været en vigtig aktør i den franske modebranche og har bl.a. stillet lokaler til rådighed for yngre og lovende modeskabere. Det har bl.a. Daniel Hechter, Pierre Cardin, Cacharel og Yves Saint-Laurent nydt godt af.
I 1998 åbnedes en afdeling i Berlin, der er tegnet af Jean Nouvel.